# Hadi Norouzi
Hadi Norouzi (Kapurchal, 19 juli 1985 – Teheran, 1 oktober 2015) was een Iraans profvoetballer.
Norouzi begon zijn carrière bij Persepolis FC. Alvorens tot het eerste elftal te behoren in 2008, werd hij nog uitgeleend aan kleinere clubs zoals Pasargad, Fajr Sepah Tehran FC en Gahar Zagros FC. Voor Persepolis speelde Norouzi 150 wedstrijden, waarin hij 35 maal wist te scoren. In het seizoen 2013-2014 werd hij uitgeleend aan Naft Tehran FC.
Norouzi speelde 9 interlands voor het Iraans voetbalelftal. Hij debuteerde in 2009 tegen Bosnië-Herzegovina.
Op 1 oktober 2015 maakte de manager van Persepolis bekend dat Norouzi in zijn slaap was overleden aan de gevolgen van een hartaanval. Hij werd 30 jaar.